# سیارک ۱۵۲۲۸
سیارک ۱۵۲۲۸ (به انگلیسی: 15228 Ronmiller، نامگذاری:1987DG) پانزده هزار و دویست و بیست و هشتمین سیارک کشف شده‌است که در ۲۳ فوریه ۱۹۸۷ کشف شد.